# Єне Рейто
Єне Рейте (угор. Rejtő Jenő, справжнє ім'я — Єньо Рейх; 29 березня 1905 — 1 січня 1943) — угорський письменник-фантаст, драматург і журналіст. В кириличному написанні відомий як: Єне Рейте, Єне Рейто або Еньо Рейтьо. Писав під псевдонімами: П. Говард, Гібсон Левері.

## Життєпис
Народився 29 березня 1905 року в Будапешті, Угорщина. У 1934 році закінчив театральне училище в Будапешті і вирушив подорожувати країнами Європи. Повернувшись додому, Рейто зайнявся драматургією. Його твори часто користувалися великим успіхом, як це трапилося з оперетою «Хто сміє перемагати» (1934).
Пізніше Єне починає писати пригодницькі романи, засновані на його закордонних подорожах. Молоду людину абсолютно захопила лиха вольниця мешканців великих портових міст: моряки, докери, солдати, симпатичні бурлаки стали героями найнеймовірніших пригод у його численних романах-пародіях. Неповторний пештський гумор підносить книги Рейто над звичайними творами пригодницького жанру. Його твори, пародіюють французький Іноземний Легіон, написані під псевдонімом П. Говард, користувалися видатним успіхом у читачів. Деякі з них розглядалися як наукова фантастика. Єне Рейто також написав велику кількість комедій для кабаре і був редактором в газеті Надькьорут (Велике бульварне кільце).
У 1942 році серйозно хворий Єне Рейто був звинувачений нілашистами у веденні «підривної» діяльності і прямо з лікарняного ліжка відправлений до штрафної роти. Він помер 1 січня 1943 року в трудовому таборі під Євдаковим, на території окупованої Воронезької області.

## Ушанування пам'яті
Пам'ять про Єне Рейте пошановується в будапештському кафе Japán, де він був регулярним відвідувачем. У 2001 році в Будапешті на його честь названа вулиця, а в 2003 році відбулася виставка, присвячена письменнику у музеї літератури імені Петефі. У 2005 році в серії «Великі угорці» випущена угорська поштова марка з портретом письменника.

## Вибрана бібліографія
- Йти чи померти[8] / угор. Menni vagy meghalni (1937)
- Зниклий крейсер / угор. Az elveszett cirkáló (1938)
- Аванпост[9] / угор. Az előretolt helyőrség1939)
- Невидимий легіон[10] / угор. A láthatatlan légió (1939)
- Тайфун «Блондинка» (Білявий циклон, Циклон «Блондинка»[11]) / угор. A szőke ciklon (1939)
- Золотий автомобіль[hu][12] (1940)
- Карантин у Гранд-готелі[8] (Жах Яви) / (1940)
- Три мушкетери в Африці[hu] (1940)
- Проклятий берег[10] (Таємниця алмазного берега[13]) / угор. Az elátkozott part (1940)
- Орел або решка[9] / угор. Csontbrigád (1941)
- Пригоди Бруднулі Фреда[14] / угор. Piszkos Fred, a kapitány (1940)
- Нові пригоди Бруднулі Фреда[15] / угор. Piszkos Fred közbelép (Fülig Jimmy őszinte sajnálatára) (1941)
- Знайдений панцерник / угор. A megkerült cirkáló (1943)
- Бабине літо ведмежатника[16] (Місто мовчазних револьверів) / угор. A Néma Revolverek Városa (1969)